# Парамонов, Михаил Юрьевич
Михаил Юрьевич Парамонов (род. 4 декабря 1961, Ростов-на-Дону) — генеральный директор ОАО ФПГ «Донинвест», бывший председатель Совета директоров АКБ «Донинвест». Был президентом СП «Арктрит-Импекс». Его личное состояние в 2006 году достигло 2,7 млрд руб., журнал «Финанс» расположил его на 438 месте в списке российских миллиардеров. Признавался самым влиятельным предпринимателем Ростовской области в 1994—1998 годах.

## Биография
После окончания восьми классов в ростовской школе № 65 поступил в Ростовский техникум радиоэлектронного приборостроения.
Окончил Ростовский институт народного хозяйства, кандидат экономических наук.
С конца 1980-х годов занимается предпринимательской деятельностью.
В 1991 году создал ООО коммерческий банк «Донинвест», заняв должность председателя совета банка. С 1993 года «Донинвест» стал уполномоченным банком администрации Ростовской области. В последующем им была создана крупнейшая в области финансово-промышленная группа «Донинвест», в состав которой вошли Белокалитвенское металлургическое производственное объединение, Сулинский металлургический завод, Таганрогский комбайновый завод и ряд других крупных предприятий.
С 1998 года — генеральный директор ОАО «Центральная компания финансово-промышленной группы „Донинвест“» по управлению материальными и финансовыми ресурсами.
С 1999 по 2002 год — генеральный директор ООО «Таганрогский автомобильный завод»; лично поручался по кредитам Тагазу на сумму от 1,3 млрд руб.
С 2002 года председатель совета управляющих в ОАО ФПГ «Донинвест». В 2014 году продал банк «Донинвест» Андрею Разину, который, приобретя 3 % акций банка и став его президентом, инициировал проверку его работы Центральным банком России и 16 сентября 2014 года вышел из состава Совета директоров банка. 9 октября 2014 года Банк России отозвал у ООО КБ «Донинвест» лицензию на осуществление банковских операций.
С 1996 года живёт во Франции.

## Расследования и судебные решения
В соответствии с международно-следственным поручением Генеральной Прокуратуры РФ № 18/171847-97 от 20.09.99 прокуратурой Франкфурта-на-Майне проводилось расследование (дело 6370 Js 231335/00) в отношении М. Ю. Парамонова по подозрению в отмывании денег.
В 2012 году по иску ВТБ апелляционным судом Версаля на часть личного имущества М. Ю. Парамонова был наложен арест.
В сентябре 2016 года М. Ю. Парамонов был признан в России банкротом, началась процедура реализации его имущества.